# Frome-tó
A Frome-tó (angolul Lake Frome) Dél-Ausztrália egyik legnagyobb sós és egyben lefolyástalan tava a maga 2596,15 km²-es területével. Ez a sekély, 100 km hosszú és 40 km széles tó Edward Charles Frome után kapta a nevét 1843-ban.
Közúti hozzáférés a Vulkathunha-Gammon-hegység Nemzeti Park központjától, Balcanoonából indul. Ez meglehetősen durva útszakasz, csak négykerék-meghajtás alkalmazásával lehet rajta közlekedni. A védett vízgyűjtői terület és a Dingó-kerítés utáni homokdűnék határolják a területet. A környező területeken élő őslakosok vadászati ideje alatt a területen tartózkodni tilos.

## Fordítás
Ez a szócikk részben vagy egészben  a   Lake Frome című angol Wikipédia-szócikk ezen változatának fordításán alapul.  Az eredeti cikk szerkesztőit annak laptörténete sorolja fel. Ez a jelzés csupán a megfogalmazás eredetét és a szerzői jogokat jelzi, nem szolgál a cikkben szereplő információk forrásmegjelöléseként.